# Antonio Panzeri

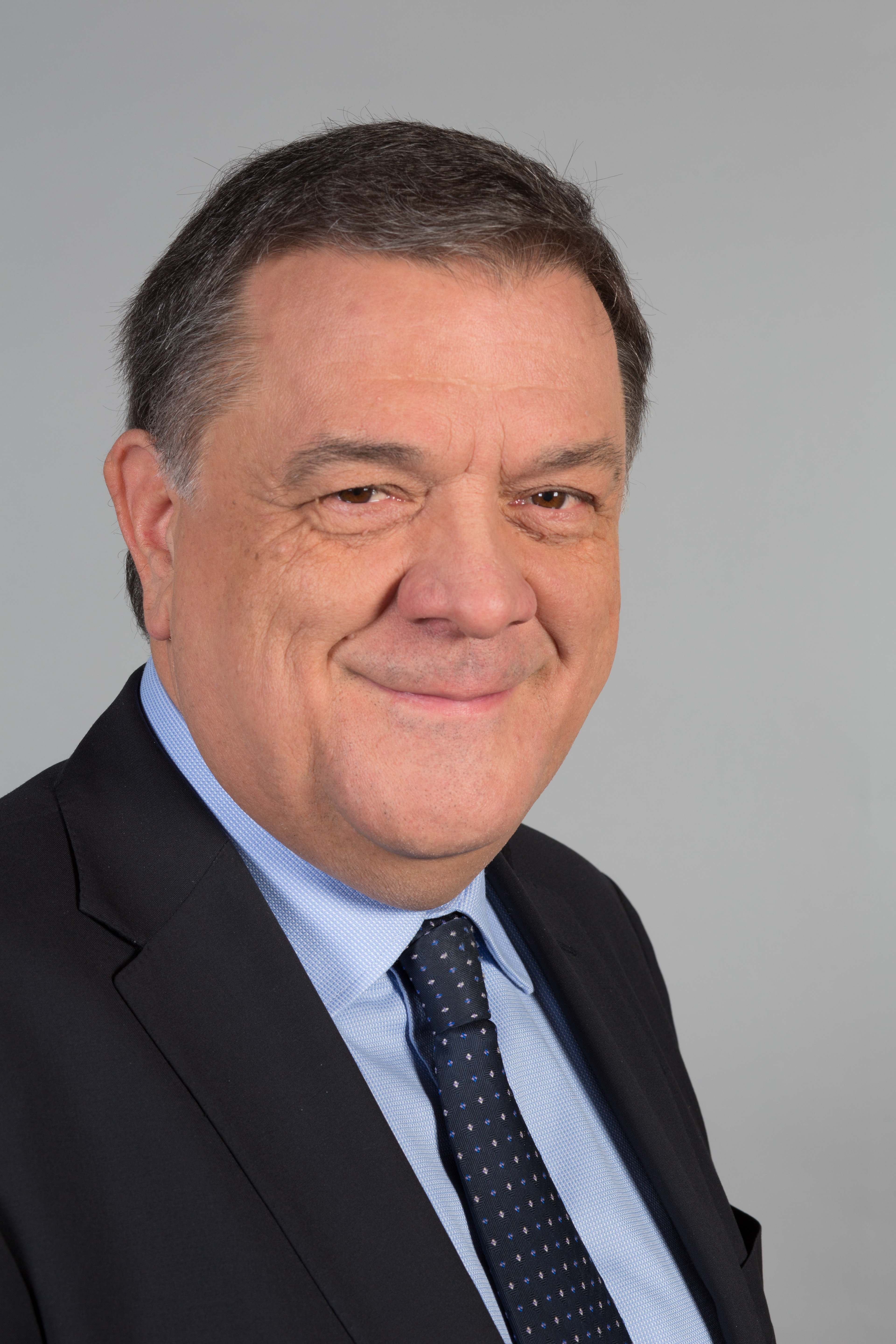
Antonio Panzeri

Pier Antonio Panzeri (Medolago, 6 juni 1955) is een Italiaanse politicus die van 2004 tot 2019 lid was van het Europees Parlement voor het Noordwesten met de Democratici di Sinistra, de Democratische Partij en Artikel 1, als onderdeel van de Socialistische Fractie.

## Carrière
Panzeri werd geboren in Riviera d'Adda, provincie Bergamo. 
Van 2003 tot 2004 was Panzeri verantwoordelijk voor het Europese beleid; hij bedacht en voerde een humanitaire missie uit naar Belém, Brazilië, en was promotor en organisator van evenementen om de burgerslachtoffers van de Joegoslavische oorlogen te helpen. Hij woonde de Algemene Vergadering van de Verenigde Naties bij als waarnemer voor Israëlisch - Palestijnse kwesties.
Van 1996 tot 2003 werkte Panzeri samen met de stadsautoriteiten van Milaan, Barcelona en Frankfurt in het kader van een internationaal project om ervaringen op het gebied van economische ontwikkeling, immigratie en welzijn te vergelijken en een toekomstig Europees gemeentemodel uit te werken.

### Lid van het Europees Parlement, 2004–2019
Panzeri werd bij de Europese verkiezingen van 2004 lid van het Europees Parlement. In het parlement was hij lid van de Progressieve Alliantie van Socialisten en Democraten.
Van 2009 tot 2019 was Panzeri lid van de Commissie buitenlandse zaken (AFET). In 2014 trad hij ook toe tot de subcommissie mensenrechten (DROI). In die hoedanigheid was hij ook lid van de Democracy Support and Election Coordination Group (DEG), die toezicht houdt op de verkiezingswaarnemingsmissies van het parlement.
Naast zijn commissieopdrachten was Panzeri voorzitter van de parlementaire delegatie voor de betrekkingen met de Maghreb-landen en de Unie van de Arabische Maghreb. Eerder was hij lid van de delegaties bij de Parlementaire Vergadering van de Middellandse Zee (2009-2014) en voor de betrekkingen met de Verenigde Staten (2004-2009). Hij was lid van de intergroep Integriteit van het Europees Parlement (transparantie, anticorruptie en georganiseerde misdaad) en van de intergroep LGBT-rechten van het Europees Parlement. Hij maakte ook deel uit van het Elie Wiesel-netwerk van parlementariërs ter voorkoming van genocide en massale wreedheden en tegen ontkenning van genocide.
In 2015 nomineerde Panzeri de Saoedische blogger Raif Badawi voor de Sacharovprijs voor de vrijheid van denken.

### Oprichter en voorzitter van Fight Impunity
In september 2019 richtte Panzeri een mensenrechten-ngo op in Brussel, Fight Impunity, en is er sindsdien voorzitter van.

## Arrestatie december 2022
In december 2022 werd gemeld dat Panzeri was gearresteerd als onderdeel van een onderzoek naar corruptie en omkoping tijdens zijn tijd als lid van het Europees Parlement samen met ander personeel en politici van de Progressieve Alliantie van Socialisten en Democraten, waaronder de toenmalige vicevoorzitter van het Europees Parlement, Eva Kaili. Kort daarna arresteerde de Italiaanse politie op basis van een Europees arrestatiebevel Panzeri's vrouw Maria Colleoni en hun dochter Silvia, ze worden uitgeleverd aan België. Eva Kaili's echtgenoot Francesco Giorgi, een voormalig parlementair assistent van Panzeri met wie Panzeri "Fight Impunity" had opgericht, werd ook gearresteerd.
Op 6 april 2023 mocht hij de gevangenis verlaten, maar hij blijft onder elektronisch toezicht.
De beschuldigingen hadden betrekking op "een Golfland dat de economische en politieke beslissingen van het Europees Parlement (beïnvloedt)". Later werd onthuld dat Qatar de Perzische Golfstaat in kwestie was. 

## Andere activiteiten
- European Endowment for Democracy (EED), lid van de raad van bestuur

## Publicaties
- Il lavoratore fuori garanzia
- La democrazia economica